# Mierencivetkat
De mierencivetkat of (kleine) falanoek (Eupleres goudotii) is een roofdier datidae), maar tot de Madagaskarcivetkatten (Eupleridae). De fanaloka (Fossa fossana) wordt beschouwd als zijn naaste verwant.

## Kenmerken
De mierencivetkat is een slank, op een mangoest gelijkend roofdier met korte poten. De achterpoten zijn langer dan de voorpoten. Hij heeft een licht- tot middelbruine vacht, die grijswit aan de buikzijde is. De snuit is lang en smal. De premolaren en hoektanden zijn kort, afgeplat en achterwaarts gekromd, een aanpassing aan een dieet van voornamelijk kleine, zachte ongewervelden. Aan de voorpoten zitten lange, scherpe klauwen, die hij niet kan intrekken. De staart is kort en dikbehaard, 22 tot 25 cm lang. Hij wordt 48 tot 56 cm lang en 1,5 tot 4,5 kilogram zwaar.

## Leefwijze
Met kleine sprongetjes beweegt hij zich voort over de bosgrond. Hij leeft voornamelijk in de schemering en 's nachts en leeft voornamelijk van wormen, aangevuld met andere ongewervelde dieren als larven, insecten en naakt- en huisjesslakken, en kikkers. Een enkele keer vangt hij ook kleine knaagdieren en vogels. Soms wordt het dier ook overdag waargenomen. De meeste van deze prooidieren graaft hij op uit de grond. Aan de basis van de staart zit een orgaan waarin hij vet kan opslaan voor de koudere, drogere tijd in juni en juli, als er minder wormen zijn. Dit vet wordt in de maanden voor de droge tijd, in april en mei, opgeslagen. De tanden zijn niet geschikt om zich mee te verdedigen. Bij gevaar gebruikt hij de scherpe klauwen aan de voorpoten.

## Voortplanting
Het is een territoriale soort, die solitair of in monogame paartjes leeft. Ieder lid van een paartje heeft zijn eigen territorium. Een vrouwtje heeft één jong per worp, dat na een draagtijd van ongeveer twaalf weken wordt geboren. Het jong wordt volledig behaard en met ogen open geboren in de zomer. Binnen twee dagen volgt het zijn moeder. De zoogtijd duurt negen weken. Rond dezelfde tijd neemt hij voor het eerst vast voedsel.

## Verspreiding
De mierencivetkat leeft in dichte, vochtige regenwouden in Oostcentraal- tot Noordwest-Madagaskar. Soms komt hij ook voor in droog loofwoud en langs moerassen.

## Bedreigingen
De belangrijkste bedreigingen zijn habitatverlies, overbejaging, zowel door mensen als honden, voor het vlees, en concurrentie van de kleine Indische civetkat (Viverricula indica), die op het eiland is ingevoerd.